# Calliphora sternalis
Calliphora sternalis är en tvåvingeart som beskrevs av Malloch 1932. Calliphora sternalis ingår i släktet Calliphora och familjen spyflugor. Inga underarter finns listade i Catalogue of Life.